# Mont Doney
Pour les articles homonymes, voir Doney.
 (juillet 2019).
Le mont Doney, en anglais Doney Mountain, est un sommet américain situé dans le comté de Coconino, en Arizona. Culminant à 1 704 mètres d'altitude, il est protégé au sein du Wupatki National Monument au nord et de la forêt nationale de Coconino au sud.
Le sentier de randonnée Doney Trail passe à proximité.